# Mario Ballesteros
Mario Ballesteros ist ein ehemaliger mexikanischer Fußballspieler, der vorwiegend im Mittelfeld agierte.

## Leben
Ballesteros spielte bereits in der Saison 1940/41 in der offiziell noch auf Amateurbasis betriebenen mexikanischen Liga für seinen langjährigen Verein Moctezuma Orizaba, mit dem er in der Saison 1942/43 auch den erstmals unter Profibedingungen ausgetragenen Pokalwettbewerb gewann.
Ballesteros stand noch bis zur Saison 1946/47 bei Moctezuma unter Vertrag, bevor er zur Saison 1947/48 zum Stadtrivalen A.D.O. wechselte.
Begonnen hatte Ballesteros seine Laufbahn vermutlich beim Hauptstadtverein Club Marte, für den er 1939 spielte.

## Erfolge
- Mexikanischer Pokalsieger: 1942/43[6]